# بخش دینزمور (شهرستان شلبی، اوهایو)
بخش دینزمور (به انگلیسی: Dinsmore Township) یک منطقهٔ مسکونی در ایالات متحده آمریکا است که در شهرستان شلبی، اوهایو واقع شده‌است.
 بخش دینزمور ۹۴٫۱ کیلومتر مربع مساحت و ۳٬۳۵۷ نفر جمعیت دارد و ۳۰۵ متر بالاتر از سطح دریا واقع شده‌است.